# Ana Luisa Santos
Ana Luísa Santos is een Portugese natuurfilmer bekend van de films The Paternal Bond (2015) voor NHK Japan, Return of the Spider Monkeys (2016) voor National Geographic Wild, Pyrenees Mountain (2017) voor NHK, A Wild Fox Life (2019) voor France Televisions en Hidden Nature of Holland: battle of the Sandy Land (2021) voor NHK

## Biografie
Ana Luisa is opgeleid als ingenieur (MSc.), Ze studeerde en werkte in landen als Turkije, China, Spanje en Portugal.
In 2014 onderbrak Ana Luisa haar wetenschappelijke en technische carrière om fulltime te werken aan het maken van films over dieren in het wild en natuur. Ze assisteerde in de oprichting van in Nederland gevestigd Ateles Films als een onafhankelijk filmproductiebedrijf waar ze werkt als executive producer en cinematographer.
Ana Luisa is lid van The Jackson Wild Collective en Her Wild Vision Initiative
In 2022 werd Ana Luisa geselecteerd voor de eerste editie van het Jackson Wild Cinematography Lab, een samenwerking tussen Jackson Wild, de American Society of Cinematographers (ASC) en Wildlife Society of Filmmakers beiden gevestigd in Los Angeles.